# Giacomo Lombardi
Giacomo Lombardi (Parma, Emília-Romanya, Itàlia, 1810 - Nàpols, Campània, Itàlia, 1877), fou un cantant, compositor i professor de cant.
Estudià en el Conservatori de Nàpols, i va recórrer com a cantant els principals teatres d'Europa, però va perdre la veu i es dedicà a l'ensenyança.
Va escriure les òperes Il capitano ed il Tutore, Il Primo Navigatore (Malta, 1829), Elfrida (1853), 23 misses i nombroses composicions religioses i profanes. A més se li deuen; Elementi di linguaggio musicale, Metodo per apprendere la giusta durata delle figure, e Il Canto moderno.